# 伯氏埃塞蛇鰻
伯氏埃塞蛇鰻，為輻鰭魚綱鰻鱺目糯鰻亞目蛇鰻科的其中一種，分布於中東太平洋的加利福尼亞灣海域，體長可達51公分，棲息於底層海域，屬肉食性，生活習性不明。

## 擴展閱讀
維基物種上的相關：伯氏埃塞蛇鰻